# Arabia Saudita en los Juegos Olímpicos de Atlanta 1996
Arabia Saudita estuvo representada en los Juegos Olímpicos de Atlanta 1996 por un total de 29 deportistas masculinos que compitieron en 5 deportes.
El portador de la bandera en la ceremonia de apertura fue el atleta Jaled Al-Jalidi. El equipo olímpico saudita no obtuvo ninguna medalla en estos Juegos.